# Шен Сек
Шен Сек (фр. Chêne-Sec) насеље је и општина у источној Француској у региону Франш-Конте, у департману Јура која припада префектури Доле.
По подацима из 2011. године у општини је живело 34 становника, а густина насељености је износила 48,57 становника/km². Општина се простире на површини од 0,7 km². Налази се на средњој надморској висини од 213 метара (максималној 216 m, а минималној 193 m).

## Демографија
| 1962. | 1968. | 1975. | 1982. | 1990. | 1999. | 2011. |
| ----- | ----- | ----- | ----- | ----- | ----- | ----- |
| 36    | 56    | 40    | 43    | 50    | 53    | 34    |

График промене броја становника у току последњих година